# Алексейцево (Кадников)
Алексейцево — деревня в Сокольском районе Вологодской области.
Входит в состав городского поселения город Кадников, с точки зрения административно-территориального деления — в Кадниковский сельсовет.
Расстояние по автодороге до районного центра Сокола — 25 км, до центра муниципального образования Кадникова — 11 км. Ближайшие населённые пункты — Дементьево, Кобылкино, Воздвиженье.
По данным переписи в 2002 году постоянного населения не было.